# Zero Hedge
Zero Hedge ist eine englischsprachige Nachrichten-Website und eine Sammlung von Blogs zu Wirtschafts- und Finanzthemen. Einige Autoren schreiben gemeinschaftlich unter dem Pseudonym "Tyler Durden", einer Figur aus dem Roman Fight Club und dem gleichnamigen Film. Der Blog vertritt  rechte und libertäre Ansichten.
Auf Semrush.com zählt Zero Hedge im Januar 2025 zu den 400 wichtigsten Webseiten weltweit.

## Politische Einordnung
Zero Hedge vertritt rechts-libertäre Standpunkte und steht der Alt-Right-Ideologie nahe. Die Artikel auf Zero Hedge sind ökonomisch skeptisch gegenüber der Wall Street, konspirativ, „Anti-Establishment“, und werden vom Medienunternehmen Bloomberg als "pro-russisch" beschrieben. Die Seite greift oftmals Thesen auf, die Trump-freundlich sind,. Dadurch zieht sie nach Ansicht des Investigativjournalisten Seth Hettena ein Publikum an, dass sich zum Teil aus Rassisten, Antisemiten, Rechtsextremisten und Verschwörungstheoretikern zusammensetzt.
Der Untertitel „On a long enough timeline the survival rate for everyone drops to zero.“ ist ein Zitat aus dem Film Fight Club.

## Geschichte
Die Website wurde im Januar 2009 von Daniel Ivandjiiski gegründet, einem in Bulgarien geborenen ehemaligen Hedgefonds-Manager, der 2008 wegen Insiderhandels von der FINRA gesperrt worden war. Die Seite entstand auf dem Höhepunkt der Großen Rezession und positionierte sich dort als Seite für Finanzexperten. Die Seite gab Goldman Sachs die alleinige Schuld an der Finanzkrise und veröffentlichte eine Theorie über illegale Insidergeschäfte an der New Yorker Börse vorbei. Als tatsächlich Mitarbeiter von Goldmann Sachs angeklagt wurden, geriet die bis zu diesem Zeitpunkt recht unbekannte Seite in das öffentliche Interesse und der anonyme Blogger wurde zum Helden.
Die Seite wurde, trotz ihres anonymen Charakters, von zahlreichen Medien aufgegriffen und zitiert. Die Website ist in Bulgarien auf den Namen Georgi Georgiev registriert.
Bereits im September 2009 erreichte die Seite mehr als 300.000 Besucher. 2014 hatte die Seite 215.000 Follower auf Twitter.
Im April 2016 nannte Bloomberg News als Autoren der Website neben Daniel Ivandjiiski auch Tim Backshall (ein Kreditderivate-Spezialist) und Colin Lokey. Lokey gab an, bis zu seinem Ausstieg 2016 vor allem politische Artikel geschrieben zu haben. Als Grund für den Ausstieg gab er die vermeintliche Ideologie der Seite an, zudem habe er ein Burn-out erlitten. Die Ideologie umschrieb er mit „Russia=good. Obama=idiot. Bashar al-Assad=benevolent leader. John Kerry=dunce. Vladimir Putin=greatest leader in the history of statecraft“ umschrieb Ivandjiiski bestritt dieses und sagte, Lokey hätte alle Freiheiten gehabt zu schreiben, was er wollte. Im Anschluss an Lokeys Statement, indem er auch die Hisbollah und China als ideologische Stützen angab, veröffentlichte die Website eine Gegendarstellung, in der sie ihren ehemaligen Mitstreiter scharf angriffen und private Chat-Nachrichten veröffentlichen. Die beiden bezeichneten ihn als „emotional instabilen Alkoholiker mit psychischen Problemen und einer Vergangenheit als Drogendealer“.
Wirtschaftsmagazine und Online-Wirtschaftsnachrichten berichten über die kritischen Reportagen von Zero Hedge.

## Kritik
Im Februar 2020 wurde Zero Hedge auf Twitter vorübergehend gesperrt aufgrund der Verdachtsäußerung, das Corona-Virus sei vom chinesischen Institut für Virologie Wuhan gezielt freigesetzt worden. Zu dieser Zeit hatte der Twitter-Account 670.000 Follower. Im Juni 2020 wurde das Konto wieder von Twitter aktiviert, bei der Sperre handele es sich um einen Irrtum.
Das britische Center for Countering Digital Hate zählte den Weblog 2020 zu einer der zehn Webseiten, die während der Black-Lives-Matter-Bewegung Fake News verbreiten würden. So habe die Seite behauptet, die BLM-Bewegung wäre eine getarnte Aktion der CIA, die von George Soros ausgehe. Das Center forderten, dass Google die Website von deren Werbesystem Google Ads ausschließe. Am 17. Juni 2020 wurde die Seite dann aus dem Werbesystem entfernt und auch PayPal kündigte die Zusammenarbeit auf. Zero Hedge setzt seitdem auf Payolee und Kryptowährungen.
Am 24. August 2020 gab Dow Jones bekannt, dass sie 140.000 US-Dollar im Rahmen eines Vergleichs von Zero Hedge erhielten, weil diese 37 Artikel des The Wall Street Journals ohne deren Einwilligung gepostet hatten.